# Dichromodes divergentaria
Dichromodes divergentaria är en fjärilsart som beskrevs av Achille Guenée 1858. Dichromodes divergentaria ingår i släktet Dichromodes och familjen mätare. Inga underarter finns listade i Catalogue of Life.